# Suối Ea D'Hông Reng
Suối Ea D'Hông Reng là một con suối đổ ra Sông Krông Năng. Suối Ea D'Hông Reng chảy qua các tỉnh Đắk Lắk, Phú Yên .
Suối có chiều dài 10 km và diện tích lưu vực là 26 km² .
Ea D'Hông Reng đổ vào Krông H'Năng ở vị trí chân đập của hồ thủy điện Krông H'năng.

## Chỉ dẫn
1. ↑  Trong tiếng các dân tộc thuộc nhóm ngôn ngữ Môn-Khmer ở Tây Nguyên và trong tiếng Việt cổ (trước thế kỷ 16, xem Chữ Nôm) thì "đăk" có nghĩa là nước, sông, suối, còn "krông" có nghĩa là sông.
Trong tiếng một số dân tộc Tây Nguyên thì "ea" / "ia" có nghĩa là nước, sông, suối.

- Trong "1989/QĐ-TTg Danh mục lưu vực sông liên tỉnh" nêu Suối Ea DHông Reng đổ vào "Sông Krông Năng" [3]. Điều này là do tại vùng đất xã Krông Năng, Krông Pa thì Sông Krông Năng có tên địa phương là "Sông Krông Năng".
- Chú ý còn một "Sông Krông Năng" khác ở huyện Krông Năng tỉnh Đắk Lắk.